# Puchar Hopmana 2012
Puchar Hopmana 2012 – 24. edycja tenisowego Pucharu Hopmana, uznawanego za nieoficjalne mistrzostwa drużyn mieszanych. Zawody odbyły się w australijskim Perth w dniach od 31 grudnia 2011 do 7 stycznia 2012.
W dwudziestej czwartej edycji imprezy udział wzięło osiem zespołów podzielonych na dwie grupy po cztery zespoły w każdej. Zwycięzcy grup awansowali do finału. Najwyżej rozstawionym zespołem była drużyna Czech. Pula nagród wyniosła 1 000 000 dolarów amerykańskich. W finale spotkały się reprezentacje Francji oraz Czech. Zwycięzcą zostały Czechy po konfrontacji wygranej stosunkiem 2:0.

## Drużyny
| Nr | Państwo           | Tenisistka              | Tenisista         |
| 1. | Czechy            | Petra Kvitová           | Tomáš Berdych     |
| 2. | Francja           | Marion Bartoli          | Richard Gasquet   |
| 3. | Hiszpania         | Anabel Medina Garrigues | Fernando Verdasco |
| 4. | Stany Zjednoczone | Bethanie Mattek-Sands   | Mardy Fish        |
|    | Australia         | Jarmila Gajdošová       | Lleyton Hewitt    |
|    | Bułgaria          | Cwetana Pironkowa       | Grigor Dimitrow   |
|    | Chiny             | Li Na                   | Wu Di             |
|    | Dania             | Caroline Wozniacki      | Frederik Nielsen  |

## Grupa A

### Mecze grupowe
| 2 stycznia 2012                     |                                     |                  |
| Czechy – Bułgaria 2:1               |                                     |                  |
| Petra Kvitová                       | Cwetana Pironkowa                   | 6:4, 6:2         |
| Tomáš Berdych                       | Grigor Dimitrow                     | 6:4, 6:7(9), 6:3 |
| Petra Kvitová Tomáš Berdych         | Cwetana Pironkowa Grigor Dimitrow   | 6:2, 3:6, 9-11   |
| Stany Zjednoczone – Dania 1:2       |                                     |                  |
| Mardy Fish                          | Frederik Nielsen                    | 4:6, 7:6(5), 6:4 |
| Bethanie Mattek-Sands               | Caroline Wozniacki                  | 6:7(4), 2:6      |
| Bethanie Mattek-Sands Mardy Fish    | Caroline Wozniacki Frederik Nielsen | 5:7, 3:6         |
| 4 stycznia 2012                     |                                     |                  |
| Dania – Bułgaria 1:2                |                                     |                  |
| Caroline Wozniacki                  | Cwetana Pironkowa                   | 7:5, 4:6, 6:2    |
| Frederik Nielsen                    | Grigor Dimitrow                     | 6:7(5), 2:6      |
| Caroline Wozniacki Frederik Nielsen | Cwetana Pironkowa Grigor Dimitrow   | 6:3, 4:6, 1-10   |
| Czechy – Stany Zjednoczone 3:0      |                                     |                  |
| Petra Kvitová                       | Bethanie Mattek-Sands               | 6:2, 6:1         |
| Tomáš Berdych                       | Mardy Fish                          | 6:3, 6:3         |
| Petra Kvitová Tomáš Berdych         | Bethanie Mattek-Sands Mardy Fish    | 6:3, 7:5         |
| 6 stycznia 2012                     |                                     |                  |
| Czechy – Dania 2:0                  |                                     |                  |
| Petra Kvitová                       | Caroline Wozniacki                  | 7:6(4), 3:6, 6:4 |
| Tomáš Berdych                       | Frederik Nielsen                    | 6:1, 6:3         |
| Petra Kvitová Tomáš Berdych         | Caroline Wozniacki Frederik Nielsen | nie rozegrano    |
| Stany Zjednoczone – Bułgaria 1:2    |                                     |                  |
| Bethanie Mattek-Sands               | Cwetana Pironkowa                   | 6:4, 6:4         |
| Mardy Fish                          | Grigor Dimitrow                     | 2:6, 1:6         |
| Bethanie Mattek-Sands Mardy Fish    | Cwetana Pironkowa Grigor Dimitrow   | 5:8              |

### Tabela grupy A
| Lp | Państwo               | Konfrontacje Wygrane – Przegrane | Mecze Wygrane – Przegrane | Sety Wygrane – Przegrane |
| 1. | Czechy (1)            | 3-0                              | 7-1                       | 15-4                     |
| 2. | Bułgaria              | 2-1                              | 5-4                       | 11-10                    |
| 3. | Dania                 | 1-2                              | 3-5                       | 9-11                     |
| 4. | Stany Zjednoczone (4) | 0-3                              | 2-7                       | 4-14                     |

## Grupa B

### Mecze grupowe
| 31 grudnia 2011                       |                                       |                |
| Francja – Chiny 2:1                   |                                       |                |
| Marion Bartoli                        | Li Na                                 | 6:2, 2:6, 4:6  |
| Richard Gasquet                       | Wu Di                                 | 6:1, 6:3       |
| Marion Bartoli Richard Gasquet        | Li Na Wu Di                           | 6:1, 6:1       |
| 1 stycznia 2012                       |                                       |                |
| Australia – Hiszpania 1:2             |                                       |                |
| Jarmila Gajdošová                     | A. Medina Garrigues                   | 6:3, 3:6, 6:3  |
| Lleyton Hewitt                        | Fernando Verdasco                     | 3:6, 6:3, 5:7  |
| Jarmila Gajdošová Lleyton Hewitt      | A. Medina Garrigues Fernando Verdasco | 6:3, 3:6, 9-11 |
| 3 stycznia 2012                       |                                       |                |
| Hiszpania – Chiny 2:1                 |                                       |                |
| A. Medina Garrigues                   | Li Na                                 | 3:6, 1:6       |
| Fernando Verdasco                     | Wu Di                                 | 6:3, 6:4       |
| A. Medina Garrigues Fernando Verdasco | Li Na Wu Di                           | 6:0, 6:2       |
| Australia – Francja 0:3               |                                       |                |
| Jarmila Gajdošová                     | Marion Bartoli                        | 0:6, 0:6       |
| Lleyton Hewitt                        | Richard Gasquet                       | 2:6, 7:5, 1:6  |
| Jarmila Gajdošová Lleyton Hewitt      | Marion Bartoli Richard Gasquet        | 3:6, 4:6       |
| 5 stycznia 2012                       |                                       |                |
| Francja – Hiszpania 2:0               |                                       |                |
| Marion Bartoli                        | A. Medina Garrigues                   | 6:2, 6:4       |
| Richard Gasquet                       | Fernando Verdasco                     | 6:2, 6:4       |
| Marion Bartoli Richard Gasquet        | A. Medina Garrigues Fernando Verdasco | nie rozegrano  |
| Australia – Chiny 2:1                 |                                       |                |
| Jarmila Gajdošová                     | Li Na                                 | 3:6, 2:6       |
| Lleyton Hewitt                        | Wu Di                                 | 6:4, 7:5       |
| Jarmila Gajdošová Lleyton Hewitt      | Li Na Wu Di                           | 8:5            |

### Tabela grupy B
| Lp | Państwo       | Konfrontacje Wygrane – Przegrane | Mecze Wygrane – Przegrane | Sety Wygrane – Przegrane |
| 1. | Francja (2)   | 3-0                              | 7-1                       | 15-3                     |
| 2. | Hiszpania (3) | 2-1                              | 4-4                       | 9-10                     |
| 3. | Australia     | 1-2                              | 3-6                       | 8-13                     |
| 4. | Chiny         | 0-3                              | 3-6                       | 6-12                     |

## Finał
| Czechy – Francja 2:0        |                                |               |
| Petra Kvitová               | Marion Bartoli                 | 7:5, 6:1      |
| Tomáš Berdych               | Richard Gasquet                | 7:6(0), 6:4   |
| Petra Kvitová Tomáš Berdych | Marion Bartoli Richard Gasquet | nie rozegrano |